# Gradska ljekarna Zagreb
Gradska ljekarna Zagreb (kraće GLJZ) ili ustanova Ljekarna Zagreb jedna je od članica Zagrebačkog holdinga, a djeluje kao javna ljekarnička ustanova u Zagrebu. Osnovana je 8. siječnja 1966. godine, a Skupština grada Zagreba preuzima pravo i dužnost osnivača ustanove Ljekarna Zagreb svojim zaključkom od 6. travnja 1966.
Početkom travnja 1997. godine nakon spajanja Ljekarne Zagreb i Ljekarne Trešnjevka, dvije najveće ljekarničke ustanove u Zagrebu, ustanova se upisuje u sudski registar Trgovačkog suda u Zagrebu. Osnivačka je prava Gradska skupština Grada Zagreba prenijela na bivši GKG d.o.o. 11. veljače 2006., a danas je u sastavu Zagrebačkog holdinga.
Svoje poslovanje temelji na pružanju kvalitetne ljekarničke skrbi za stanovnike grada. Glavni cilj Gradske ljekarne Zagreb nije profit, već osiguravanje dostupnosti lijekova, medicinskih proizvoda i savjeta građanima. Uz to, ljekarna razvija vlastite galenske proizvode.

## Lokacije
GLJZ upravljaju s 45 ljekarni raspoređenih u svim dijelovima Zagreba, od centra do periferije, uključujući i Sesvete i Sveti Ivan Zelina. Pored toga, GLJZ upravlja i dežurnim ljekarnama koje rade u posebnim režimima, osiguravajući dostupnost lijekova u hitnim slučajevima.
- Bjelovarska ulica 2, Sesvete
- Zagrebačka ulica 9, Sveti Ivan Zelina
- Aleja lipa 2A, Zagreb
- Grižanska ulica 4, Zagreb
- Ulica Vile Velebita 1D, Zagreb
- Ulica Zdeslava Turića 1, Zagreb
- Ulica Josipa Kosora 17, Zagreb
- Hrastin prilaz 3, Zagreb
- Vidrićeva ulica 38a, Zagreb
- Šeferova ulica 1, Zagreb
- Avenija Većeslava Holjevca 22, Zagreb
- Gruška 22, Zagreb
- Maksimirska ulica 81, Zagreb
- Strojarska cesta 16, Zagreb
- Maksimirska ulica 14, Zagreb
- Trg žrtava fašizma 8, Zagreb
- Vlaška ulica 84, Zagreb
- Marohnićeva 3, Zagreb
- Trg kralja Tomislava 13, Zagreb
- Ulica Janka Draškovića 16, Zagreb
- Trg Petra Svačića 17, Zagreb
- Zrinjevac 20, Zagreb
- Ulica Josipa Runjanina 4, Zagreb
- Trg bana Josipa Jelačića 3, Zagreb
- Masarykova ulica 4, Zagreb
- Savska cesta 10, Zagreb
- Kaptol 17, Zagreb
- Kamenita ulica 9, Zagreb
- Ilica 43, Zagreb
- Medveščak 111, Zagreb
- Ozaljska ulica 1, Zagreb
- Ilica 79, Zagreb
- Mirogojska cesta 11, Zagreb
- Braće Domany 8, Zagreb
- Ilica 150, Zagreb
- Ulica Hrvoja Macanovića 2A, Zagreb
- Ozaljska ulica 132, Zagreb
- Ulica don Petra Šimića 2, Zagreb
- Anina ulica 96, Zagreb
- Ilica 301, Zagreb
- Ulica Josipa Slavenskog 12, Zagreb
- Šestinska cesta 1, Zagreb
- Ulica Hrvatskih iseljenika 1, Zagreb
- Podsusedska aleja 79, Zagreb-Susedgrad
- Trg Mira 6, Klanjec

## Unutarnje poveznice
- Zagrebački holding

## Vanjske poveznice
- Službena stranica Gradske ljekarne Zagreb